# Сасо ди Касталда
Са̀со ди Каста̀лда (на италиански: Sasso di Castalda, на местен диалект u Sàssë, у Сасъ) е село и община в Южна Италия, провинция Потенца, регион Базиликата. Разположено е на 949 m надморска височина. Населението на общината е 817 души (към 2013 г.).